# Liste der Baudenkmäler in Königsmoos
Auf dieser Seite sind die Baudenkmäler in der oberbayerischen Gemeinde Königsmoos zusammengestellt. Diese Tabelle ist eine Teilliste der Liste der Baudenkmäler in Bayern. Grundlage ist die Bayerische Denkmalliste, die auf Basis des Bayerischen Denkmalschutzgesetzes vom 1. Oktober 1973 erstmals erstellt wurde und seither durch das Bayerische Landesamt für Denkmalpflege geführt wird. Die folgenden Angaben ersetzen nicht die rechtsverbindliche Auskunft der Denkmalschutzbehörde.

## Baudenkmäler nach Ortsteilen

### Achhäuser
| Lage                        | Objekt   | Beschreibung                                                   | Akten-Nr.    | Bild |
| --------------------------- | -------- | -------------------------------------------------------------- | ------------ | ---- |
| Kehrhofstraße 82 (Standort) | Backhaus | Backhaus, mit Satteldach-Kamin, zweite Hälfte 19. Jahrhundert. | D-1-85-163-2 | BW   |

### Klingsmoos
| Lage                           | Objekt             | Beschreibung                                                                 | Akten-Nr.    | Bild           |
| ------------------------------ | ------------------ | ---------------------------------------------------------------------------- | ------------ | -------------- |
| Pöttmeser Straße 76 (Standort) | Kirchenausstattung | Historische Ausstattung des Vorgängerbaus im modernen Kirchenbau St. Joseph. | D-1-85-163-3 | weitere Bilder |

### Ludwigsmoos
| Lage                        | Objekt                   | Beschreibung | Akten-Nr.     | Bild            |
| --------------------------- | ------------------------ | --- | ------------- | --------------- |
| Ludwigstraße 88 (Standort)  | Donaumoos-Pegel          | Eichenpfahl mit Inschrifttafel, bezeichnet mit dem Jahr 1836; beim Haus Ludwigstraße 88.                                               | D-1-85-163-10 | Donaumoos-Pegel |
| Ludwigstraße 143 (Standort) | Evang.-Luth. Pfarrkirche | Saalkirche mit Flachdecke und Dachreiter, erbaut 1864; mit Ausstattung.                                                                | D-1-85-163-7  | BW              |
| Ludwigstraße 152 (Standort) | St. Maximilian           | Katholische Pfarrkirche, neubarocke tonnengewölbte Saalkirche mit Dachreiter, erbaut 1912, Chor Ende 18. Jahrhundert; mit Ausstattung. | D-1-85-163-6  | BW              |
| Ludwigstraße 163 (Standort) | Ehemaliges Schulhaus     | Zweigeschossiger Bau mit Flachwalmdach und Gurtgesims, zweite Hälfte 19. Jahrhundert.                                                  | D-1-85-163-9  | BW              |

### Untermaxfeld
| Lage                      | Objekt                              | Beschreibung                                                                                           | Akten-Nr.     | Bild |
| ------------------------- | ----------------------------------- | --- | ------------- | ---- |
| Pfalzstraße 29 (Standort) | Kirchenausstattung                  | Historische Ausstattung des ehemaligen Vorgängerbaus von 1868, in modernem Kirchenbau St. Joseph.      | D-1-85-163-12 | BW   |
| Pfalzstraße 77 (Standort) | Ehemaliges Mesnerhaus               | Zweigeschossiger Walmdachbau mit seltenem Blockbau-Obergeschoss und verschaltem Wirtschaftsteil, 1812. | D-1-85-163-15 | BW   |
| Pfalzstraße 79 (Standort) | Evangelisch-lutherische Pfarrkirche | Klassizistische Saalkirche mit Dachreiter, erbaut 1828; mit Ausstattung.                               | D-1-85-163-13 | BW   |